# Нереиды (животные)
Нереи́ды (лат. Nereididae) — семейство многощетинковых червей (Polychaeta). Обитают в прибрежной зоне морей, часто образуя плотные поселения на литорали и в сублиторали. Некоторые виды распространены в опреснённых водах, например, японский нереис (Nereis japonica). Один из самых крупных представителей — зелёный нереис (Alitta virens) — до 60—70 см в длину.
Служат пищей для рыб и хищных беспозвоночных. На литоральных поселениях нереид во время отлива интенсивно кормятся чайки.

## Морфология
Длина тела половозрелой особи обычно составляет от 6 до 12 см, но может доходить до 90 см.

## Размножение
При наступлении половой зрелости претерпевают превращение в гетеронереидные формы, у которых: увеличены глаза, параподии, появляются плавательные щетинки. Для размножения черви поднимаются на поверхность воды (Эпитокия). Оплодотворение наружное, раннее развитие проходит в составе планктона (стадии трохофоры, метатрохофоры, нектохеты)…

## Таксономия
Семейство включает 42 рода и около 500 видов червей:
- Alitta
- Nereis
- Platynereis
- Namalycastis
- Namanereis
- Eunereis
- Hediste
- Neanthes
- Perinereis
- Australonereis
- Laeonereis
- Dendronereides
- Olganereis
- Nicon
- Rullierinereis
- Leptonereis
- Sinonereis
- Tylonereis
- Tylorrhynchus
- Ceratocephale
- Gymnonereis
- Tambalagamia
- Micronereides
- Ceratonereis
- Solomononereis
- Unanereis
- Lycastopsis
- Cheilonereis
- Websterinereis